# 琅邪郡 (南齐)
琅邪郡，中国北魏时设置的郡。
南朝齐置琅邪郡，治所在朐县（今江苏连云港市西南海州镇）。南梁沿置，属于南北二青州。侯景之乱后，琅邪郡被北齐占领。北周建德六年（577年）改为朐山郡。隋文帝开皇三年（583年）废除朐山郡，下辖朐山县直属海州。